# Wings (canción de Birdy)
«Wings» (En español: «Alas») es un sencillo de la cantante británica Birdy. La canción fue lanzada como descarga digital el 29 de julio de 2013 y en el Reino Unido el 8 de septiembre de 2013, el primer sencillo de su segundo álbum de estudio de Fire Within (2013).

## Video musical
Un vídeo musical para acompañar el lanzamiento de "Wings" fue lanzado por primera vez en YouTube el 2 de agosto de 2013, a una longitud total de cuatro minutos y veinticinco segundos. El video muestra a Birdy con los invitados en una fiesta extravagante mansión, con máscaras, la esgrima y los caballos. Fue dirigido por Sophie Muller.

## Lista de canciones
Descarga digital

| N.º | Título  | Duración |  |
| 1.  | «Wings» | 4:36     |  |

Stream

| N.º | Título  | Duración |  |
| 1.  | «Wings» | 4:12     |  |

## Posicionamiento en listas
| Listas (2013)                          | Mejor posición |
| -------------------------------------- | -------------- |
| Alemania (Offizielle Deutsche Charts)  | 15             |
| Australia (ARIA)                       | 25             |
| Austria (Ö3 Austria Top 40)            | 3              |
| Bélgica (Flandes) (Ultratop 50)        | 5              |
| Bélgica (Valonia) (Ultratop 50)        | 3              |
| Escocia (Scottish Singles Sales Chart) | 16             |
| España (Top 100 Canciones)             | 3              |
| Francia (SNEP)                         | 8              |
| Irlanda (IRMA)                         | 1              |
| Nueva Zelanda (Recorded Music NZ)      | 17             |
| Países Bajos (Dutch Top 40)            | 25             |
| Países Bajos (Mega Single Top 100)     | 27             |
| Reino Unido (UK Singles Chart)         | 8              |
| República Checa (Rádio Top 100)        | 17             |
| Suiza (Schweizer Hitparade)            | 3              |

## Historial de lanzamientos
| País          | Fecha                    | Formato          | Discográfica       |
| ------------- | ------------------------ | ---------------- | ------------------ |
| Nueva Zelanda | 29 de julio de 2013      | Descarga digital | Warner Music Group |
| Reino Unido   | 15 de septiembre de 2013 | Descarga digital | Warner Music Group |